# Inkoo LNG-terminal
De Inkoo LNG-terminal is een Finse LNG-importterminal. Het ligt bij Ingå in het uiterste zuiden van Finland aan de Finse Golf. De terminal werd in zeer korte tijd opgebouwd. Het project is een direct gevolg van de Russische invasie van Oekraïne in februari 2022. Het werd in gebruik genomen in januari 2023. De terminal biedt voldoende capaciteit om ook de Baltische Staten van gas te voorzien en het transport gaat dan via de Balticconnector.

## De terminal
De plannen voor de bouw van een LNG-terminal in de haven van Inkoo werden in juni 2022 afgerond, dit was vier maanden na het begin van de Russische inval in Oekraïne. De terminal werd essentieel geacht om de levering van aardgas aan Finland zeker te stellen. Finland maakte tot die tijd vooral gebruik van Russische aardgas dat per pijpleiding werd aangevoerd.
Op de plek van de huidige terminal stond tot 2020 een oude steenkolencentrale, deze was gesloopt maar het terrein en de zeekade waren beschikbaar. In april nam de Finse regering een principebesluit om een LNG-terminal te bouwen in samenwerking met Estland. De bouw van de terminal begon in augustus 2022 en was vier maanden later gereed. In april 2023 werd het eerste gas geleverd.
In 2022 tekende Gasgrid, een Fins staatsbedrijf voor de gastransmissie, een 10-jarige overeenkomst. Voor een bedrag van ongeveer € 460 miljoen werd het hervergassingsschip FSRU Exemplar, van Excelerate Energy, gehuurd. FSRU staat voor Floating Storage Regasification Unit. Op 28 december 2022 kwam het schip in Finland aan. Op 16 januari 2023 was het schip gereed en de pijplijn naar het netwerk klaar en kon de hervergassing beginnen.
De FSRU Exemplar is 291 meter lang en 43 meter breed. Het heeft een opslagcapaciteit van 151.000 m³ of 68.000 ton LNG of, dit is gelijk aan 1050 GWh. Ongeveer twee- à driemaal per maand zal een gastanker aanmeren en het vloeibare aardgas overpompen in de ruimen van de FSRU Exemplar. Per dag kan het schip 140 GWh aardgas omzetten, dit is 40 TWh per jaar en dat is meer dan het jaarlijkse normale verbruik van 25 TWh in Finland. Hierdoor is er ruimte om andere landen van gas te voorzien. De terminal ligt op zo'n twee kilometer van de Balticconnector tussen Finland en Estland.
In 2022 was de totale gasverbruik in Finland 11,9 TWh, dit is een ruimschootse halvering in vergelijking tot de 25,1 TWh in 2021. Via de Balticconector kwam in 2022 zo'n 7,4 TWh (2021: 6,3 TWh) binnen en via het Imatra knooppunt kwam 4,7 TWh aan Russisch aardgas binnen en dit was in 2021 nog 18,8 TWh. Verder kwam er in 2022 zo'n 0,3 TWh aan vloeibaar aardgas het land in. Het Imtra knooppunt werd in mei 2022 gesloten nadat een internationaal handelsembargo van kracht werd. 